# 八月薫
八月 薫（はづき かおる）は、日本の漫画家。昭和40年代（1965年 - 1974年）生まれ。埼玉県さいたま市出身。旧ペンネームは戸守香。

## 作風
劇画調のタッチが特徴であり、人妻・熟女を取り上げた作品が多い。所謂アダルト18禁。

## 作品リスト

### 漫画
戸守香名義
- 『サラダドールズ』 （1988年8月15日、大洋書房）
- 『キューティードール』 （1989年9月発売、大洋書房〈ポプリクラブコミックス〉、ISBN 4-88672-810-3）

八月薫名義
- 『ハッピーリップス』 （1993年11月発売、富士美出版〈富士美コミックス〉、ISBN 4-89421-047-9）
- 『放課後☆エンジェル』 （1994年12月発売、フランス書院〈Xコミックス〉、ISBN 4-8296-7740-6）
- 『プリティ☆リップス!』 （1995年12月発売、フランス書院〈フランス書院コミック文庫〉、ISBN 4-8296-7327-3）
- 『クレマチス』 （1999年7月発売、フランス書院〈Xコミックス〉、ISBN 4-8296-7807-0）
- 『東大受験専門寮 ああつばめ荘』 （2001年12月20日発売、リイド社〈SPコミックス〉、ISBN 4-8458-2154-0）
- 『匂い狂い』 （2002年1月発売、松文館〈別冊エースファイブコミックス〉、ISBN 4-7901-0807-4）
- 『羞恥の蜜月』 （2002年2月発売、一水社〈いずみコミックス〉、ISBN 4-87076-495-4）
- 『お手伝いしちゃいます。』 （2003年11月28日発売、リイド社〈SPコミックス〉、ISBN 4-8458-2719-0）
- 『アンチックロマンチック』 （2003年 - 2005年、シナリオ：秋津柊、辰巳出版〈ネオコミックス〉、全3巻）
- 『羞恥の時間』 （2004年9月6日発売、大都社〈ダイトコミックス〉、ISBN 4-88653-829-0）
- 『羞恥の館』 （2005年4月20日発売、大都社〈ダイトコミックス〉、ISBN 4-88653-844-4）
- 『本当にあったHな体験教えます』 （2005年 - 2016年、リイド社〈SPコミックス〉、全10巻）
- 『My Pure Lady お願いサプリマン』 （2006年 - 2015年、原作：とみさわ千夏、双葉社『漫画アクション』、〈アクションコミックス〉、全21巻）
- 『誘惑セレブ』 （2006年4月12日発売、双葉社〈アクションコミックス〉、ISBN 4-575-83222-7）
- 『ホテルで抱きしめて』 （2006年 - 2013年、辰巳出版〈ネオコミックス〉、全11巻）
- 『女子アナ七瀬』 （2006年 - 2008年、双葉社〈アクションコミックス〉、全3巻）
- 『浮世艶草子』 （2007年 - 2016年、原作：篁千夏、リイド社『コミック乱』、全9巻）
- 『ご近所奥さまの内緒話』 （2007年10月30日発売、リイド社〈SPコミックス〉、ISBN 978-4-84583-659-8）
- 『拝啓! ロンリーマダム』 （2009年4月30日発売、リイド社〈SPコミックス〉、ISBN 978-4-84583-797-7）
- 『新 ホントにあったHな体験』 （2010年 - 2013年、リイド社〈SPコミックス〉、全3巻）
- 『天保桃色水滸伝』 （2018年 - 2020年、原作：粕谷秀夫、リイド社『コミック乱』、〈SPコミックス〉、全4巻）
- 『因習秘録 みだれまんだら』 （2021年 - 2022年、原作：粕谷秀夫、リイド社〈SPコミックス〉、全3巻）
- 『巨乳純情剣 紗希』（2022年 - 2023年、シナリオ：鈴木涼生、リイド社〈SPコミックス〉、全3巻）
- 『陰摩羅ぽんぽこ』（2024年 - 2025年、シナリオ：伊藤尋也、リイド社〈SPコミックス〉、全3巻）
- 『ダメなのに…あと戻りできなかった内緒の話』（2024年、リイド社〈SPコミックス〉、ISBN 978-4-84586-747-9）

#### アンソロジー
- 『COMIC14106アイシテル Vol.41』 （1998年12月発売、松文館〈別冊エースファイブコミックス〉、ISBN 4-7901-0383-8）
- 『BELL-DA ANTHOLOGY COMIC』　（1999年5月発売、コンパス出版局〈コンパスアンソロジーコミックシリーズ〉、ISBN 4-8776-3037-6）
- 『姫盗人+α 傑作集 vol.3 HIMEDOROBOU MASTERPIECE COLLECTION』 （2003年12月発売、松文館〈別冊エースファイブコミックス〉、ISBN 4-7901-1182-2）
- 『まるごと女子校生』 （2004年3月発売、松文館〈別冊エースファイブコミックス〉、ISBN 4-7901-1243-8）
- 『ザ・痴漢』 （2004年10月発売、松文館〈別冊エースファイブコミックス〉、ISBN 4-7901-1358-2）
- 『コスプレ変態』 （2007年10月27日発売、松文館〈別冊エースファイブコミックス〉ISBN 978-4-79012-021-6）
- 『SM変態』 （2007年12月26日発売、松文館〈別冊エースファイブコミックス〉、ISBN 978-4-79012-055-1）
- 『危険恋愛H 31 特集 強要』 （2008年3月13日発売、松文館〈ダイヤモンドコミックス〉、ISBN 978-4-79012-086-5）
- 『おくさまにあ 人妻アンソロジー』 （2013年1月26日発売[18]、竹書房〈バンブーコミックス COLORFUL SELECT〉、ISBN 978-4-8124-8098-4）
- 『（秘）女の事件簿』 （芳文社〈マイパルコミックス〉）
- 『秘密の扉』 （松文館〈ダイヤモンドコミックス / ガールズポップコレクション〉）
- 『特選恋愛ファイル』 （芳文社〈マイパルコミックス〉）

### ゲーム原画
- 『香奈子』（1996年、RED-ZONE）
- 『女医/美奈子』（1996年、RED-ZONE）
- 『AKIKO HARD』（1997年、RED-ZONE	）
- 『さや/すみれ』 （1997年、BELL-DA）
- 『Nineteen -19-』 （1998年、BELL-DA）
- 『ほたる』 （1998年、BELL-DA）
- 『宴 〜憂いの館〜』 （2001年、BELL-DA）
- 『隷嬢キャスター2』 （2002年、Guilty）